# علوم الكولوسال الحيوية
كولوسال بيوساينسيز إنك (بالإنجليزية: Colossal Biosciences Inc) هي شركة تكنولوجيا حيوية وهندسة وراثية أمريكية تعمل على إعادة إحياء عدة حيوانات منقرضة، بما في ذلك الماموث الصوفي، ونمر تسمانيا، ووحيد القرن الأبيض الشمالي، والذئب الرهيب، وطائر الدودو، وطائر الموا. في عام 2023، أعلنت أنها تريد إنتاج عجول هجينة من الماموث الصوفي بحلول عام 2028، وإعادة إدخالها إلى موطن التندرا القطبية. كما أطلقت اللجنة الاستشارية لثايلسين تسمانيا، مشروع بحثي لإطلاق جراء نمر تسمانيا إلى موطنهم الأصلي في تسمانيا وأستراليا بعد فترة مراقبة في الأسر. تطور الشركة تقنيات الهندسة الوراثية والإنجابية لصالح حفظ الأحياء. تأسست عام 2021 من قبل عالم الوراثة في هارفارد جورج تشيرش ورجل الأعمال الملياردير بن لام. مقرها في دالاس، تكساس.

## التاريخ

### التأسيس
في مقابلة عام 2008 مع نيويورك تايمز، أعرب جورج تشيرش لأول مرة عن اهتمامه بهندسة هجين بين الفيل الآسيوي والماموث من خلال تسلسل جينوم الماموث الصوفي. في عام 2012، كان تشيرش جزءًا من فريق رائد في أداة تحرير الجينات كرايسبر - قضية 9 ، والتي ظهر من خلالها إمكانية تعديل الشفرة الوراثية لهندسة الفيل ماموث المتخيل. قدم تشيرش محاضرة في الجمعية الجغرافية الوطنية عام 2013، حيث رسم فكرة كولوسال. في عام 2015، استخدم تشيرش وفريقه الوراثي كريسبر لنسخ جينات الماموث في جينوم فيل آسيوي. في نفس العام، دمج مختبر تشيرش جينات الماموث في الحمض النووي لخلايا جلد الفيل؛ ركز المختبر على 60 جينًا اعتُبرت مهمة للصفات المميزة للماموث، مثل الجمجمة عالية القبة، والقدرة على الاحتفاظ بالأكسجين في درجات الحرارة المنخفضة، والأنسجة الدهنية. أبلغ مختبر تشيرش في عام 2017 أنه أضاف بنجاح 45 جينًا إلى جينوم فيل آسيوي. في عام 2019، اتصل بن لام، وهو رائد أعمال متسلسل، بتشيرش للقاء في مختبره في بوسطن. كان لام مفتونًا بتقارير الصحافة عن فكرة تشيرش لإعادة الإحياء.

### الإطلاق
أُطلقت كولوسال رسميًا في 13 سبتمبر 2021. تضمن الإطلاق جولة تمويل أولي بقيمة 15 مليون دولار بقيادة توماس تول، تيم درابر، توني روبنز، وينكليفوس كابيتال مانجمنت، بريير كابيتال، وريتشارد جاريوت. بالإضافة إلى إحياء الماموث الصوفي، تأمل كولوسال، بالشراكة مع الدكتور بول لينغ من كلية بايلور للطب، في تخليق فيروس هربسي بطاني للفيل، وهو فيروس يصيب ويقتل العديد من الفيلة الآسيوية الصغيرة. كما أعلنت الشركة أن مهمتها هي الحفاظ على الحيوانات المهددة بالانقراض من خلال تقنية تحرير الجينات واستخدام هذه الحيوانات نفسها لإعادة تشكيل النظم البيئية لمكافحة فقدان التنوع البيولوجي.
تطوير برنامج النمذجة الجينومية للشركة يمكن أن يحقق تقدمًا في علاج الأمراض، الهندسة الوراثية المتعددة، الأحياء الاصطناعية، والتكنولوجيا الحيوية. جندت كولوسال خبراء الماموث والفيل الحديث مايكل هوفرايت وفريتز فولراث، بالإضافة إلى أخلاقيين بيولوجيين مثل ر. ألتا تشارو وإس. ماثيو لياو للاستشارة. تضم هيئة المستشارين العلميين الآخرين: كارولين بيرتوزي، أوستن غالاغير، كينيث لاكوفارا، هيلين هوبز، ديفيد هوسلر، إلعازر إدلمان، جوزيف دي سيمون، إيريز ليبرمان آيدن، كريستوفر إي ماسون، ودوريس تايلور. فريق كولوسال يتضمن أكثر من 170 عالماً و95 مستشاراً متخصصين في مجالات مثل الجينوميات والحفريات.
في أكتوبر 2021، أعلنت كولوسال عن شراكتها مع في جي بي، من خلال هذه الشراكة، ستوفر كولوسال التمويل لـ في جي بي لتسلسل وتجميع جينومات الفيل الآسيوي، الأفريقي البري، وفيل الغابات الأفريقي لأغراض الحفظ. أصبحت هذه الجينومات متاحة للجمهور للبحث دون قيود استخدام في يوليو 2022 ومايو 2023 على التوالي. في مارس 2022، جمعت كولوسال 60 مليون دولار في جولة تمويل السلسلة بقيادة توماس تول، ليرفع إجمالي التمويل إلى 75 مليون دولار. مشاركون آخرون في هذا التمويل: أنتيمد بلانيت، أنيموكا براندز، بريير كابيتال، أنيمال كابيتال، المؤسس المشارك لـ آرتش فنتشرز روبرت نيلسن، باريس هيلتون، بولد كابيتال، فيرست لايت كابيتال جروب، بوست في سي، جاز فينتشرز، بيلدرز في سي، جرين ساندز إكويتي، درابر أسوشيتس، وتشارلز هوسكينسون.
في سبتمبر 2022، أطلقت كولوسال منصة البرمجيات الخاصة بها،فروم بي أي أو، بتمويل 30 مليون دولار. صرح لام أن كولوسال تُدار مثل شركة برمجيات، وأن تحقيق الربح سينبع من التقنيات التي طورتها الشركة. طورت فروم بي أي أو منصة برمجية تعتمد على الذكاء الاصطناعي مصممة لمساعدة العلماء على إدارة مجموعات البيانات الكبيرة والمعقدة. في يناير 2023، أكملت كولوسال جولة تمويل السلسلة ب، وجمعت 150 مليون دولار إضافية، مما رفع قيمة الشركة إلى أكثر من مليار دولار. في نفس الشهر، أطلقت كولوسال مجلسها الاستشاري للحفظ، والذي يضم فورست غالانتي، إيان دوغلاس-هاملتون، ميد تريدويل، وأوريليا سكيبويث كأعضاء. في أكتوبر 2024، أعلنت كولوسال عن تمويل بقيمة 50 مليون دولار لإطلاق مؤسسة كولوسال. في يناير 2025، حصلت الشركة على 200 مليون دولار في تمويل السلسلة ج، مما رفع قيمتها الإجمالية إلى 10.2 مليار دولار وجعلها أول ديكاكورن في تكساس. مع التمويل الجديد، أعلنت كولوسال عن نيتها لتوسيع عملها في الأرحام الاصطناعية وأنواع إعادة الإحياء. اعتبارًا من يناير 2025، جمعت كولوسال 435 مليون دولار كتمويل إجمالي منذ تأسيسها.

## العلم والتطوير
بما أن الماموث الصوفي والفيل الآسيوي يتشاركان 99.6% من نفس الحمض النووي، تهدف كولوسال إلى تطوير نوع بديل عن طريق استبدال جينات ماموث كافية في جينوم الفيل الآسيوي. تشمل الصفات الوراثية الرئيسية للماموث طبقة دهون عازلة بسمك 10 سم، وخمسة أنواع مختلفة من الشعر الأشعث، وآذان أصغر لمساعدة الهجين على تحمل الطقس البارد. يقوم مختبر كولوسال بدمج كرايسبر/قضية 9 مع إنزيمات تحرير الحمض النووي الأخرى، مثل الإنتيجراز والريكومبيناز والدياميناز، لدمج جينات الماموث الصوفي في الفيل الآسيوي، واستخدم "65 جينوم ماموث مختلف عبر حوالي 700,000 عام لإنشاء جينوم حمض نووي قديم مجمع". تخطط الشركة لتسلسل عينات الفيل والماموث لتحديد الجينات الرئيسية في كلا النوعين لتعزيز تنوع السكان. من خلال القيام بذلك، تأمل كولوسال في منع أي طفرات شاذة داخل قطيع الهجين. حددت كولوسال هدفًا للشركة لتربية عجل ماموث صوفي بحلول عام 2028.
تخطط الشركة لاستخدام الفيلة الأفريقية والآسيوية كأمهات بديلة محتملة وتخطط إلى حد كبير لتطوير أرحام فيل اصطناعية مبطنة بأنسجة رحمية كمسار موازٍ للحمل. في عام 2021، أُبلغ أن علماء كولوسال يخططون لإنشاء هذه الأجنة عن طريق أخذ خلايا جلد من الفيلة الآسيوية وإعادة برمجتها إلى خلايا جذعية مستحثة متعددة القدرات تحمل الحمض النووي للماموث. صرح لام أن كولوسال ستستخدم كلًا من الخلايا الجذعية المستحثة متعددة القدرات اي بي أس سي وكذلك نقل نواة الخلية الجسدية في العملية. في يوليو 2022، أعلنت في جي بي وكولوسال أنهما قامتا بنجاح بتسلسل الجينوم الكامل للفيل الآسيوي؛ كانت هذه هي المرة الأولى التي يتم فيها تسلسل الشفرة الوراثية للثدييات بالكامل بمستوى تفصيلي منذ اكتمال مشروع الجينوم البشري في أوائل العقد الأول من القرن الحادي والعشرين.
في أغسطس 2022، أعلنت كولوسال أنها ستطلق مشروع بحثي للثايلسين، على أمل "إعادة إحياء" نمر تسمانيا. تخطط كولوسال لإعادة إدخال بديل الثايلسين إلى مناطق مختارة في تسمانيا وأستراليا الأوسع وادعت أن القيام بذلك سيعيد التوازن للنظم البيئية التي عانت من فقدان التنوع البيولوجي والتدهور منذ اختفاء النوع. يمكن أن يؤدي ولادة ناجحة لبديل الثايلسين إلى تقديم تقنية إنجابية مساعدة جديدة للجرابيات، مما قد يساعد في جهود الحفظ الأخرى للجرابيات. تعاونت كولوسال مع جامعة ملبورن للمشروع، بقيادة أندرو باسك. أطلقت اللجنة الاستشارية لثايلسين تسمانيا في ديسمبر 2023. في يناير 2023، أعلنت كولوسال عن تشكيل مجموعة علم الجينوم الطيور، والتي ستكون مخصصة لإعادة بناء الحمض النووي لطائر الدودو، الذي انقرض في القرن السابع عشر. بقيادة بيث شابيرو، التي تعمل ككبيرة المسؤولين العلميين في كولوسال، تهدف مجموعة البحث هذه إلى إنشاء هجين يتكون من صفات محددة ترتبط بشكل شائع بالدودو وتخطط لإعادة إدخال هذه الهجائن إلى بيئاتها المناسبة. ستقوم كولوسال بالعمل مع الخلايا الجرثومية البدائية لمزاوجة الحمض النووي للدودو مع جينوم حمام نيكوبار، أقرب الأقارب الأحياء للدودو المنقرض، وتطوير كتاكيت كيميرية كأمهات بديلة لاستعادة الدودو المستقبلية.
في أكتوبر 2024، أعلنت الشركة أنها أعادت بناء جينوم دقيق بنسبة 99.9% للثايلسين، باستخدام جمجمة نمر تسمانيا متحجرة مخللة عمرها 110 سنوات. يمثل هذا الجينوم القديم الأكمل لأي نوع معروف حتى الآن ويوفر مخططًا كاملاً للحمض النووي قد يمكن من إعادة نمر تسمانيا. بعد ثلاثة أشهر، في يناير 2025، قامت الشركة بتسلسل الجينوم الكامل لنمر تسمانيا؛ كما صنعت كولوسال نموذجًا أوليًا لرحم اصطناعي واستخدمته لاستنبات أجنة جرابية مخصبة أحادية الخلية إلى أكثر من منتصف فترة الحمل.
في مارس 2025، أعلنت كولوسال عن إنشاء فئران صوفية معدلة وراثيًا بطفرات مستوحاة من الماموث الصوفي، واصفة إياها بأنها خطوة نحو هندسة فيلة آسيوية تشبه الماموث. تم تطوير الفئران، التي تظهر فروًا طويلًا أشعثًا بلون بني مصفر، باستخدام مزيج من طفرات نمو شعر تشبه الماموث وفأرية معروفة. أعرب بعض الخبراء عن شكوكهم، قائلين إن التجربة كانت تتعلق أكثر بجينات الفئران وليس اختراقًا في إعادة الإحياء. ذكرت الشركة أنها تخطط لمزيد من الدراسات حول تحمل الفئران للبرودة وصحتهم على المدى الطويل ولكن ليس لديها خطط للتكاثر التجاري. في أبريل 2025، أُعلن عن مشروع ذئب كولوسال بيوساينسيز الرهيب، والذي استخدم الاستنساخ وتحرير الجينات لإنجاب ثلاثة جراء ذئاب معدلة وراثيًا ذكران يبلغان من العمر ستة أشهر (رومولوس وريموس) وأنثى تبلغ من العمر شهرين خاليسي. حلل العلماء الداخليون جينوم الذئب الرهيب، المستخرج من عينتين قديمتين – سن عمرها 13,000 عام وعظمة أذن عمرها 72,000 عام. بعد مقارنة جينومات الذئاب الرمادية والذئاب الرهيبة لتحديد الاختلافات الوراثية المسؤولة عن السمات المميزة للذئب الرهيب، عزلت كولوسال خلايا إي بي سي من عينات دم الذئاب الرمادية قبل إعادة كتابة 14 جينًا رئيسيًا في نواة الخلية للتعبير عن 20 سمة زُعم أنها تمثل النمط الظاهري للذئب الرهيب. بشكل عام. كان العمل أقل تدخلاً من عملية الاستنساخ النموذجية. أنتج علماء كولوسال 45 بويضة معدلة، تطورت إلى أجنة وتم إدخالها في أرحام اثنتين من إناث الكلاب الهجينة. تدعي كولوسال أن هذه التعديلات الجينية الطفيفة أعادت الذئاب الرهيبة فعليًا كنوع، رغم أن "أي حمض نووي قديم للذئب الرهيب لم يُدمج بالفعل في جينوم الذئب الرمادي".

## الحفظ
في أكتوبر 2022، أعلنت كولوسال أنها كانت تطور لقاحًا لـ فيروس الهربس البطاني للفيل ، بالشراكة مع كلية بايلور للطب. في مايو 2023، تعاونت كولوسال مع مشروع الجينومات الفقارية لتوليد أول جينوم مرجعي عالي الجودة لـ فيل إفريقي بنجاح. هذا العمل التسلسلي جزء من جهد حفظ طويل الأمد لأنواع الفيلة المهددة بالانقراض. في سبتمبر 2023، تعاونت كولوسال مع بي أي أو للمساعدة في إنقاذ وحيد القرن الأبيض الشمالي من الانقراض باستخدام تكنولوجيا الإنجاب وتكنولوجيا الخلايا الجذعية، حيث أن النوع الفرعي منقرض وظيفيًا مع وجود اثنين فقط من الإناث العقيمات المعروفة. بدأت كولوسال وحدائق فيكتوريا مشروعًا للحفظ في أكتوبر 2023 للحفاظ على التنين عديم الأذن في مراعي فيكتوريا وكذلك تسلسل جينومه. في نوفمبر 2023، أعلنت كولوسال عن شراكة بحثية مع أنقذوا الفيلة لتتبع الفيلة الأفريقية في محمية سامبورو الوطنية. قامت أنقذوا الفيلة بالفعل بتتبع أكثر من 900 فيل في المنطقة، باستخدام طائرات بدون طيار مجهزة بكاميرات حرارية عالية الدقة. تخطط كولوسال لاستخدام تقدير الوضعية لتطوير خوارزميات لوضع علامات على الفيلة وتحديد السلوك الاجتماعي الفردي والجماعي تلقائيًا.
بدأت كولوسال أيضًا شراكة مع مؤسسة الحياة البرية الموريشية في نوفمبر 2023. ذكرت الشركة أنها ستعمل بالتعاون مع المؤسسة لاستعادة النظم البيئية الحرجة من خلال إزالة الأنواع الغازية، وإعادة الغطاء النباتي، وجهود التوعية المجتمعية. بالإضافة إلى ذلك، خططت كولوسال أيضًا للتركيز على إعادة توطين طائر الدودو وكذلك الإنقاذ الوراثي لـ الحمامة الوردية. في مارس 2024، تعاونت كولوسال مع ري ويلد معًا لإنشاء استراتيجية حفظ لمدة 10 سنوات" لتسريع الجهود "لإنقاذ الأنواع على حافة الانقراض، والبحث عن الأنواع المفقودة. واستعادة الموائل الرئيسية لاستعادة الأنواع وإعادة التوطين.
في أبريل 2025، أعلنت كولوسال عن تسهيل ولادة اثنين من فضلات الذئب الأحمر المستنسخة من ثلاثة خطوط مؤسسة وراثية مختلفة. تضمنت الفضلات ثلاثة جراء ذئاب حمراء بليز، سيندر، وآش بالإضافة إلى أنثى ذئب حمراء مراهقة هوب. ومع ذلك، اختلف جوزيف هينتون من مركز حماية الذئاب في نيويورك مع هذا الادعاء، قائلاً إنها مجرد مستمدة من ذئاب القيوط التي تم القبض عليها في جنوب غرب لويزيانا لمشروع خليج الكلبيات. في نفس الشهر، أعلنت كولوسال بالتعاون مع جامعة بوجور الزراعية أنها ستستخدم تكنولوجيا الإنجاب المساعدة والأساليب المماثلة المستخدمة في مشروع الذئب الرهيب للشركة للمساعدة في إنقاذ وحيد القرن السومطري من الانقراض.

## الاستقبال
في عام 2022، تم إدراج كولوسال كواحدة من رواد التكنولوجيا في المنتدى الاقتصادي العالمي وتم تسميتها ابتكار الجينوميات لهذا العام من جوائز بي اي أو تيك . تم تضمين كولوسال كجزء من قائمة تايم لأكثر 100 شركة تأثيرًا لعام 2023. تم التصويت لكولوسال كواحدة من أفضل الأماكن للعمل في دالاس، تكساس، الولايات المتحدة من قبل بيلتين في عام 2025. تعرض هدف الشركة المتمثل في إعادة الإحياء لانتقادات من قبل بعض العلماء والمحافظين، الذين يعتبرونه خيالًا بسبب الحفظ السيئ والمجزأ للحمض النووي القديم، ويجادلون بأن الأموال يمكن إنفاقها بشكل أفضل على الحفاظ على النظم البيئية والحياة البرية الموجودة. اقترح أستاذ الحمض النووي القديم جيريمي أوستن أن جهود كولوسال تهتم أكثر بجذب انتباه وسائل الإعلام للعلماء وأقل بالقيام بعلم جاد. في يوليو 2025، كشفت نيو ساينتست أن بعض الأكاديميين الذين انتقدوا عمل كولوسال كانوا هدفًا لحملة تشويه منسقة على ما يبدو. يقول فنسنت لينش، فلينت ديبلي، فيكتوريا هيريدج ونيك رولينس أنهم كانوا موضوع منشورات مدونة تم إنشاؤها بواسطة الذكاء الاصطناعي تشكك في أوراق اعتمادهم وأسباب انتقادهم لكولوسال. تعرض بعض منتجي محتوى الفيديو أيضًا لـ إضرابات حقوق طبع ونشر يوتيوب زائفة. ردت كولوسال بأن "كولوسال، ولا أي من مستثمريها، متورطون في تكليف قصص سلبية عن المنتقدين".